# Josephine Ho
Josephine Chuen-juei Ho és una acadèmica i activista taiwanesa, cap del Departament d'Anglès de la Universitat Nacional Central i coordinadora del Centre per a l'Estudi de les Sexualitats.
Ha rebut denúncies per la seva posició en qüestions de gènere i drets. És una de les erudites feministes més conegudes de Taiwan i ha estat definida algun cop com "la padrina del moviment queer taiwanès".

## Educació
És llicenciada en Arts per la Universitat Nacional Chengchi, màster en ciències per la Universitat de Pennsilvània, doctora en educació per la Universitat de Geòrgia i doctora en filosofia per la Universitat d'Indiana.

## Activisme
Com a activista, Ho ha posat l'atenció sobre els drets de les dones a Taiwan des dels anys noranta. Tot i que en aquell moment no hi havia lleis que criminalitzessin l'assetjament sexual, els mitjans de comunicació assenyalaven cada vegada més les agressions sexuals a les dones després de conèixer el primer cas legal sobre assetjament sexual el 1989. El maig de 1994 Ho va liderar la primera manifestació de Taiwan contra l'assetjament sexual.

### Incident sobre una pàgina web de zoofília
L'abril de 2003 va aparèixer al diari China Times un article que afirmava que el lloc web de Ho tenia diverses pàgines que no només tractaven el tema de la zoofília, sinó que promovien activament la pràctica amb imatges. Tretze organitzacions cristianes i conservadores van presentar una denúncia col·lectiva davant el tribunal del districte de Taipei acusant Ho de posar obscenitats a disposició dels nens. La sentència, a data del 15 de setembre de 2004, va descartar declarar-la culpable perquè les pàgines de zoofília eren només una part dels assajos i informes del lloc web. Per tant, la incorporació d'algunes imatges no constituïen una obscenitat.
L'incident s'ha presentat com un exemple de sensacionalisme i com s'ha percebut internacionalment com una confrontació entre grups conservadors de la societat taiwanesa i la llibertat sexual.

## Selecció de publicacions
- Ho, Josephine. «Localized trajectories of queerness and activism under global governance». A: Tellis. The Global Trajectoies of Queerness: Re-thinking Same-Sex Politics in the Global South.  Leiden & Boston: Brill; Rodopi, 2015, p. 121–136.
- Ho, Josephine Sexualities, 17, 5/6, 2014, pàg. 677–680. DOI: 10.1177/1363460714531276.
- Ho, Josephine. «From anti-trafficking to social discipline: or, the changing role of "women's" NGOs in Taiwan». A: Kempadoo. Trafficking and Prostitution Reconsidered: New Perspectivess on Migration, Sex Work, and Human Rights.  Boulder: Paradigm, 2005, p. 83–105.
- He 何, Chunrui 春蕤. 豪爽女人: 女性主義與性解放 (en chinese).  Taipei: Huangguan Wenxue Chuban, 1994.

## Distincions i guardons
- 2016 - Professora emèrita de la Universitat Nacional Central
- 2005 - 1000 dones pel premi Nobel de la pau (nominada)[12]
- 2004 - Premi a la recerca destacada, Universitat Nacional Central